# Au-dessus de la loi
Pour plus de détails, voir Fiche technique et Distribution.
Au-dessus de la loi (Joshua Tree) est un film américain réalisé par Vic Armstrong, sorti en 1993.

## Synopsis
Ayant abandonné la compétition automobile après un coup dur sur un circuit, Wellman Santee conduit un énorme camion à travers le désert mojave. Il transporte de superbes voitures de sport... volées ! Tout irait pour le mieux pour Santee et son ami Eddie si un motard méticuleux ne les interceptait. L'affaire tourne au drame. Eddie tombe à terre, foudroyé par une balle. Une fraction de seconde après, le policier s'effondre, exécuté lui aussi. Seul témoin, Santee. Gravement blessé, Santee écope injustement d'une lourde peine de prison pour ce meurtre. Lors de son transfert dans une prison de haute sécurité, il échappe à la vigilance de ses gardes...

## Fiche technique
- Titre original : Joshua Tree
- Titre alternatif : Army of One
- Titre français : Au-dessus de la loi
- Réalisation : Vic Armstrong
- Scénario : Steven Pressfield
- Musique : Joel Goldsmith
- Décors : John J. Moore
- Costumes : Richard La Motte
- Photographie : Dan Turrett
- Montage : Paul Morton
- Production : Andy Armstrong et Illana Diamant (en)
- Sociétés de production : Epic Productions, Horned Toad Productions, Stone Group Pictures et Zilex Pictures N.V.
- Société de distribution : Metropolitan Filmexport (France)
- Pays de production :  États-Unis
- Langue originale : anglais
- Format : couleur — 35 mm — 2,35:1 — son Dolby Stereo
- Genre : Action
- Durée : 106 minutes
- Dates de sortie :
  - France : 4 août 1993 (sortie en salles)
  - Royaume-Uni : 11 (sortie directement en vidéo
  - États-Unis : 19 octobre 1994 (sortie directement en vidéo)
- Classification : 
  -  Mention CNC : interdit aux moins de 12 ans (visa d'exploitation no 83382 délivré le 17 août 1993)[1]
  -  BBFC : interdit aux moins de 18 ans (classification délivrée le 15 septembre 1993)[2]

## Distribution
- Dolph Lundgren  (VF : Luc Bernard)  : Wellman Anthony Santee
- Kristian Alfonso  (VF : Déborah Perret)  : Rita Marreck
- George Segal (VF : Jean-Claude de Goros) : Le lieutenant Franklin L. Severence
- Beau Starr  (VF : Mario Santini)  : Jack 'Rudy' Rudisill
- Geoffrey Lewis : Le shérif Cepeda
- Matt Battaglia : Michael Agnos
- Michelle Phillips : Esther Severence
- Michael Paul Chan : Jimmy Shoeshine
- Ken Foree : Eddie Turner
- Edward Stone : Detective Jordan
- Bert Remsen : Woody Engstrom

 Source et légende : version française (VF) sur RS Doublage et Nouveau Forum Doublage Francophone

## Sortie et accueil

### Sortie du film et versions
Au-dessus de la loi sort d'abord en Japon le 27 mars 1993, suivi de la Corée du Sud le 15 mai 1993. Le film sort en Europe à partir de l'été de la même année notamment en France le 4 août 1993 et en Espagne le 8 octobre 1993. En Allemagne et au Royaume-Uni, il sort directement en vidéo respectivement en juin et octobre 1993. Aux États-Unis, après une diffusion télévisée sur HBO début février 1994, il sort directement en vidéo en octobre de la même année.
Le film a connu plusieurs versions alternatives : 
- version intégrale : d'une durée de 106 minutes, elle fut utilisée pour la sortie en salles en France[6].
- version américaine R-Rated  : sortie en DVD et Blu-ray par Shout! Factory[7]
- version américaine non coupée : sortie en VHS, Laserdisc et DVD par Live Home Entertainment et Artisan[7], contient des séquences alternatives et scènes supplémentaires et une fin différente par rapport à la version R-Rated[7].
- version britannique : d'une durée de 97 minutes[2], certaines séquences de violences et de blessures sanglantes ont été réduites par la BBFC[6],[8],[9].
- version DVD française : d'une durée de 102 minutes, la première édition DVD du film édité chez Metropolitan Video manque trois scènes par rapport à la version intégrale, amputant deux scènes dans laquelle Rita fume une cigarette et la scène d'amour entre Barrett et Rita est raccourcie[6],[8].

### Box-office
Le film totalise 132 452 entrées en France, dont 29 883 entrées sur Paris.

## Version blu-ray
Dans les éditions blu-ray américaine et allemande qui montrent le montage "R-rated" plus court que la version cinéma sortie en France, il existe une scène supplémentaire, fin alternative montrant Santee embrasser Rita (en tenue de shérif) pour la remercier de son aide avant la fin du film.
Dans cette version, l'image des scènes semble plus rétrécie qu'avec la version originale, comme par exemple dans la scène où on voit Rita faire l'amour avec Santee, on ne voit pas le ventre entier de Rita à l'instant où elle retire sa chemise, on ne voit que le haut de son ventre.

## Informations
- Dans la scène où on voit Rita se déshabiller pour prendre une douche, l'actrice Kristian Alfonso fut remplacé par Crystal Breeze dans le plan où on voit son corps nu (sous cette scène, on ne voit pas le visage de Rita ou de Crystal Breeze, Alfonso ne voulait pas révéler son corps).
- La version sortie dans les salles de cinéma en France est la version longue de 106 minutes, alors que c'est le montage plus court (102 minutes) et à la fin plus optimiste, qui est sortie dans la plupart des territoires. Cependant, et contrairement à l'édition vidéo VHS française qui était intégrale, l'édition DVD sortie en 2002 a été raccourcie pour ce qui est de la scène d'amour, et amputée de deux scènes dans lesquelles le personnage de Rita allume une cigarette.